# Alstonieae
Alstonieae, tribus grmova i drveća iz porodice zimzelenovki (Apocynaceae), dio potporodice Rauvolfioideae. Sastoji se od jednog ili više rodova
Tribus je opisan 1810.

## Rodovi
1. Alstonia R.Br.